# كاسترونوفو دي سانت أندريا
كاسترونوفو دي سانت أندريا (بالإيطالية: Castronuovo di Sant'Andrea)‏ هي بلدية في مقاطعة بوتنسا في إقليم بازيليكاتا الإيطالي.

## السكان
في سنة 1861 بلغ عدد السكان 2٬490 نسمة، وتطور العدد ليصل في سنة 2011 لـ 1٬138 نسمة.
يظهر هذا المخطط البياني تطور النمو السكاني لـ كاسترونوفو دي سانت أندريا